# Historia de Puerto Rico

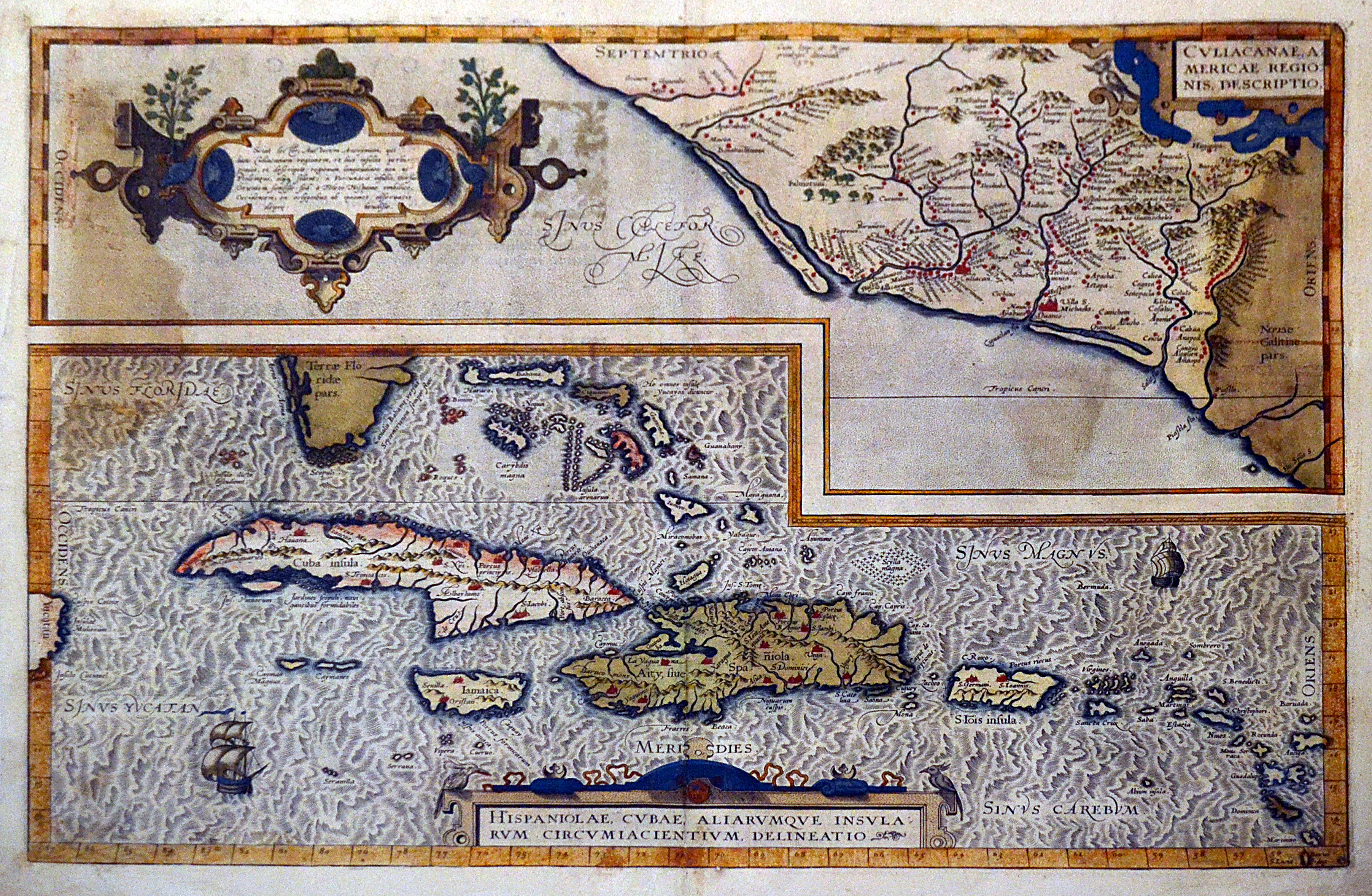
Puerto Rico en el contexto antillano

Puerto Rico es la isla más oriental de las Antillas Mayores. Se localiza entre el mar Caribe y el océano Atlántico, al este de la La Española y al oeste de las Islas Vírgenes. La “isla grande” es de forma casi rectangular, con una superficie de alrededor de 3435 millas cuadradas (cerca de 9000 kilómetros cuadrados). A su geografía se le agregan las islas-municipio de Vieques y Culebra, así como las islas de Mona, Desecheo, Caja de Muertos y un sinnúmero de isletas y cayos.   
Puerto Rico adquirió extremada importancia en el esquema de navegación que se inició a finales del siglo XV, entre Europa, África y América, gracias a las corrientes oceánicas formadas por la corriente ecuatorial del norte, la corriente del Golfo, la del Atlántico Norte y la de las Islas Canarias. Las rutas comerciales obligaban a los barcos a llegar a América siempre a través del arco de las Antillas Menores, específicamente muy cerca de la Dominica. En ese contexto geopolítico, Puerto Rico fue siempre la primera isla de las Antillas Mayores en el paso de las flotas hacia puertos caribeños de extrema importancia económica como lo fueron Cartagena de Indias (actual Colombia), Veracruz (actual México), Portobelo o Nombre de Dios (actual Panamá). Fue así que, como parte del plan integral de defensa del Caribe español, la isla fue considerada “la llave de las Indias.”  Este detalle marcaría su destino como colonia del imperio español entre los siglos XVI al XIX. Siglos más tarde, finalizando el XIX, Estados Unidos, tras la guerra Hispano-Estadounidense, anexó la Isla como parte de los acuerdos con España contenidos en el Tratado de París de diciembre de 1898.
Sin embargo, la historia de Puerto Rico no comenzó en 1508 con la conquista y colonización por parte del entonces incipiente imperio Español. La historia de las Antillas en general, se remonta al sexto milenio de la era antes de Cristo, momento en que arribaron a sus costas sus primeros pobladores. Los especialistas aseguran que el punto de partida de estos migrantes primarios se debe ubicar en América del Sur (nordeste de Venezuela y Colombia), América del Norte (península de la Florida) y, posiblemente, en América Central (península de Yucatán).
En esa historia antillana prehispánica Puerto Rico tuvo un lugar prominente y protagónico.

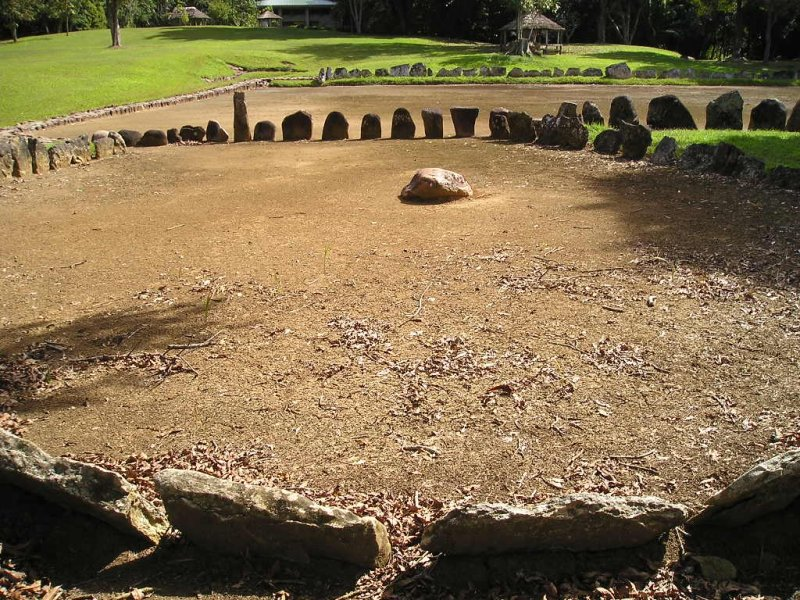
Centro Ceremonial Caguana en Utuado, Puerto Rico

Los primeros pobladores de las Antillas fueron aborígenes americanos, quienes también desarrollaron allí las primeras sociedades y complejos culturales.
Estos grupos no tuvieron sistemas de escritura. Por lo tanto, las fuentes para su estudio se centran en la arqueología y en las ciencias que la apoyan como la arqueobotánica, microbiología, etnología, la antropología física y la antropología forense. De igual modo, los estudiosos de los complejos culturales antillanos se apoyan en las crónicas escritas por los invasores europeos a partir del siglo XV. Entre estos cronistas se encuentran Cristóbal Colón, Fray Bartolomé de las Casas, Gonzalo Fernández de Oviedo, Pedro Mártir de Anglería y Fray Ramón Pané.
La primera generación de historiadores puertorriqueños –surgidos a fines del siglo XIX– abordó el pasado indígena de Puerto Rico sobre la base, casi exclusiva, de los datos aportados por los llamados Cronistas de Indias. Esta, probablemente, es la razón por la que podemos ver, todavía hoy, grandes errores en los libros de texto de Historia de Puerto Rico, como podrían ser por ejemplo, la inclusión del complejo cultural Caribe –del cual no existen evidencias arqueológicas pero sí se mencionan en las Crónicas–, la exclusión del grupo Huecoide o Agro I –del cual sí existen abundantes evidencias arqueológicas pero que no se mencionan en las Crónicas la narración que hizo Gonzalo Fernández de Oviedo sobre la muerte del joven español Salcedo a manos de "crueles y sanguinarios" aborígenes taínos.
El interés científico por los desarrollos aborígenes de Puerto Rico comenzó a principios del siglo XX con la presencia en las Antillas de varios arqueólogos estadounidenses, entre los que se destaca John Alden Mason, quien llegó a la isla de Puerto Rico a finales de 1914, siendo uno de los responsables en la excavación del Centro Ceremonial Caguana en Utuado; Froelich Rainey investigador en el Programa del Caribe de la División de Antropología del Museo Peabody de Yale; así como también Irving Rouse, profesor en la universidad de Yale quien, luego de trabajar en las islas antillanas, propuso uno (de tres) esquemas migratorios aborígenes hacia las Antillas. Estos investigadores abrieron el camino para que se iniciara el estudio sistemático, desde el método científico, de los diferentes grupos indígenas asentados en Puerto Rico, esta vez ya realizado por investigadores puertorriqueños. En la primera mitad del siglo XX se destacaron Adolfo de Hostos y Ricardo E. Alegría. Ya a partir de la segunda mitad del siglo XX resultaron cruciales para la historia aborigen de Puerto Rico, y de las Antillas en general, los trabajos realizados por los arqueólogos dominicanos Luis A. Chanlatte Baik e Yvonne M. Narganes bajo el Centro de Investigaciones Arqueológicas de la Universidad de Puerto Rico y las excavaciones lideradas por Miguel Rodríguez López. En época más reciente, Puerto Rico cuenta con una nueva cepa de científicos entre los que se destacan Reniel Rodríguez Ramos, Hernán Bustelo y Jaime R. Pagán Jiménez. Todos jóvenes boricuas.

## Esquemas para el estudio de las culturas aborígenes en Puerto Rico

### Esquema tradicional
Hasta hace muy poco, el esquema o modelo más utilizado para estudiar las culturas indígenas antillanas fue el propuesto por el antropólogo de la universidad de Yale, Irving Rouse. Este investigador propuso, en los primeros años del siglo XX, un modelo con tres etapas culturales: el complejo Arcaico, el complejo Aruaco (o Arahuaco) y el complejo Caribe. Por su extenso uso se le conoce como Esquema tradicional.
Según este esquema –que penetró con profundidad el sistema educativo del país– los primeros indígenas que se establecieron en las Antillas fueron grupos no agroalfareros a los que se les dio el nombre de Arcaicos. El segundo complejo, el Arahuaco, identifica a los primeros indígenas agroalfareros que emigraron a las Antillas procedentes del sitio arqueológico Saladero (de ahí deriva su nombre, Saladoides), ubicado en el bajo Orinoco de la actual Venezuela. Los postulados de Rouse aseguraban que, esta única migración agroalfarera, produjo una evolución unilineal que dio origen a dos posteriores desarrollos culturales conocidos como Ostionoides (su nombre deriva del sitio arqueológico Punta Ostiones en Cabo Rojo, Puerto Rico) y Taínos.
El tercer complejo en este esquema propuesto por Rouse corresponde a una supuesta migración suramericana a las Antillas. Este último grupo cultural se le conoce como el complejo Caribe y, según el esquema tradicional, tuvo las características de una invasión militar que los llevó a conquistar (por la fuerza) las islas de las Antillas Menores y a someter (o exterminar) a los grupos arahuacos allí establecidos. Los cronistas europeos describieron a los caribes como flecheros, belicosos y caníbales. 

### Caribes ¿mito o realidad?
A pesar de que la existencia de los Caribes forma parte del imaginario colectivo antillano (incluso el mar que nos une se llama Caribe), no ha sido posible encontrar una sola traza arqueológica (aunque sí, recientemente, una evidencia científica, como veremos más abajo) que demuestre que, en efecto, en las Antillas Mayores vivió una tribu que comía carne humana. Aquellos investigadores que defendían la teoría de la existencia del grupo Caribe lo hacían sobre la base exclusiva de las fuentes documentales. Es decir, la única fuente para asegurar que los Caribes existieron en las Antillas Mayores eran los Cronistas de Indias. 
Las primeras referencias al grupo Caribe las encontramos en el Diario de Colón. Por ejemplo, en la anotación del 4 de noviembre de 1492 se puede leer: "...no lejos de allí en las islas había unos monstruos con cabezas de perro y un solo ojo que comían carne humana." Días más tarde, el 26 de noviembre, Colón volvió a retomar el tema de poblaciones caníbales, esta vez para decir:

"Toda la gente que hasta hoy he hallado dicen que tienen grandísimo temor a los caniba o canima, y dicen que viven en esta isla de bohío..."

El propio Colón aseguró que nunca vio a estos hombres y que nunca visitó las islas que supuestamente estaban ocupadas por poblaciones caribes. En este aspecto no es posible “ignorar el hecho de que Colón, con el objetivo de dar credibilidad a sus propuestas comerciales manipuló el conjunto de relatos fragmentados que recibió de los indígenas”.
Paradójicamente, los cronistas posteriores a Colón no volvieron a mencionar la existencia de hombres de un solo ojo, pero sí continuaron con el tema de poblaciones antropófagas. Tal fue el caso del físico Diego Álvarez Chanca, quien participó en la invasión española a la isla de Guadalupe en el año 1493. Álvarez Chanca encontró en varias de las casas indígenas huesos humanos colgando de los techos de las casas. Luego de esa observación (solo ocular), Álvarez Chanca saltó a la conclusión precipitada de que esos huesos habían sido roídos por los habitantes de Guadalupe. Esta conclusión la hizo sin haber visto o comprobado que en efecto fue correcto.

La "idea Caribe" se propagó en Europa gracias a la imprenta y a grabados como los de Theodor de Bry.

En Puerto Rico obras como las de Cayetano Coll y Toste, durante el siglo XIX y comienzos del siglo XX, han sido mayormente responsables de que tales inexactitudes permanezcan arraigadas en nuestra conciencia histórica. Sus escritos han adquirido prestigio tal, que son utilizados con el carácter de fuentes primarias para el estudio del tema indígena. En cuanto a la antropofagia, Coll y Toste se nutrió principalmente de Álvarez Chanca y Pedro Mártir de Anglería para repetir: “en los hogares de esta isla (Guadalupe) se encontraron señales evidentes de canibalismo en cabezas de hombres colgadas y cestos llenos de huesos humanos”.
Sin embargo, la teoría de la existencia del complejo Caribe en las Antillas Mayores fue rechazada durante mucho tiempo por importantes arqueólogos, antropólogos e historiadores, quienes afirmaban que al no existir evidencia arqueológica que la sustente, debemos eliminar a este grupo cultural de los estudios de dichas Antillas. Así, los especialistas consideraban que los caribes nunca se asentaron en las islas localizadas al norte de la de Guadalupe (la existencia de caribes en las Antillas Menores siempre ha sido, inevitablemente, aceptado, dado que la presencia caribe en estas islas se ha mantenido hasta la actualidad, aunque de forma minoritaria, en casi todas ellas). Trabajos como los del antropólogo puertorriqueño Jalil Sued Badillo, en su texto Los Caribes: realidad o fábula, desbaratan con éxito la idea acomodaticia para los conquistadores españoles de que, en 1492, las Antillas estaban bajo amenaza de invasión Caribe y que fueron “salvadas” por los españoles. Por su parte, los arqueólogos Luis Chanlatte e Yvonne M. Narganes fueron aún más categóricos al señalar que: “es nuestro deber indicar que de los controversiales (y atractivos) caribes, no tenemos evidencias arqueológicas de su existencia en las Antillas, como grupo étnico o cultural.”  
Sin embargo, el análisis realizado en los últimos años a más 100 cráneos de los primeros pobladores de las Antillas Mayores (y que vivieron en ellas en un margen de tiempo que se sitúa entre el 800 después de la era y el 1542) ha demostrado que la presencia de Caribes en las islas sí fue real, ya que varios de estos cráneos fueron vinculados con los antiguos caribes. Una vez comprendida la presencia de caribes en las Antillas, el análisis, el cual fue llevado a cabo por un equipo de biólogos liderados por Ann Ross, profesora de la Universidad Estatal de Carolina del Norte, ha aclarado el por qué de la presencia de la cerámica Meillacoide en estas islas. Según el estudio, los kalinas (o caribes) habrían llegado a la isla de Santo Domingo en el 800 después de la era, a Jamaica en el 900 y a Las Bahamas en el 1000 después de la era, coincidiendo con los años en los que se encuentran los yacimientos más antiguos asociados con la cerámica Meillacoide.

### Esquema propuesto por Chanlatte y Narganes
Durante casi cuarenta años el esquema tradicional fue la única base para el estudio de las culturas indígenas antillanas. Sin embargo, en 1977, el Centro de Investigaciones Arqueológicas de la Universidad de Puerto Rico inició un intenso programa investigativo en la isla de Vieques que daría al traste con los postulados de Irving Rouse y Ricardo Alegría. 
En 1981, y como resultado de dichas investigaciones arqueológicas, Luis Chanlatte e Yvonne Narganes postularon un nuevo esquema para estudiar las culturas indígenas antillanas. Este esquema agregó una migración agroalfarera (no incluida en el esquema anterior) y que se corresponde con el complejo cultural hallado en el barrio La Hueca en Vieques y que fuera bautizado como Huecoides.
Este nuevo esquema no solo incluye al grupo cultural Huecoide, sino que excluye a los Caribes. De igual forma, el esquema propuesto por Chanlatte y Narganes descarta la migración como única vía de desarrollo. Según Fernando Picó en su libro Historia general de Puerto Rico:

“La ventaja del esquema de Chanlatte y Narganes es que el despliegue de nuevas técnicas y destrezas de los habitantes de Puerto Rico no se lo asigna solamente a la inmigración. Además, le da lugar a la hipótesis de que las relaciones entre los habitantes previos y los llegados más recientemente fueron más complejas y duraderas de lo que permitiría una noción de una conquista fulminante por parte del grupo con mejores armas y destrezas organizativas.”

El esquema o modelo elaborado por Chanlatte y Narganes actualiza y reformula el esquema tradicional de acuerdo con los descubrimientos arqueológicos más importantes realizados en el ámbito antillano durante las últimas décadas. Por su actualización científica debe ser el elegido para dictar clases de Historia de Puerto Rico, aunque es evidente su ausencia en la mayoría de los textos puertorriqueños. 
Una de las características sobresalientes de este esquema es que utiliza una nomenclatura sencilla pero coherente para identificar los períodos, etapas y fases culturales, las cuales identifica basándose, fundamentalmente, en la evidencia arqueológica. Esos elementos fundamentales se resumen a continuación.

### Grupos preagrícolas/prealfareros
Según el esquema de Chanlatte y Narganes las primeras poblaciones en las Antillas fueron grupos conocidos como preagrícolas/ prealfareros o, según esquemas anteriores como Arcaicos. Su origen o punto específico de partida es desconocido. Sin embargo, algunos estudios señalan que el poblamiento arcaico antillano procede de América del Sur, usando la ruta de las Antillas Menores, mientras que otros sostienen que llegaron de Centro y Norteamérica, vía Yucatán o Florida, respectivamente.

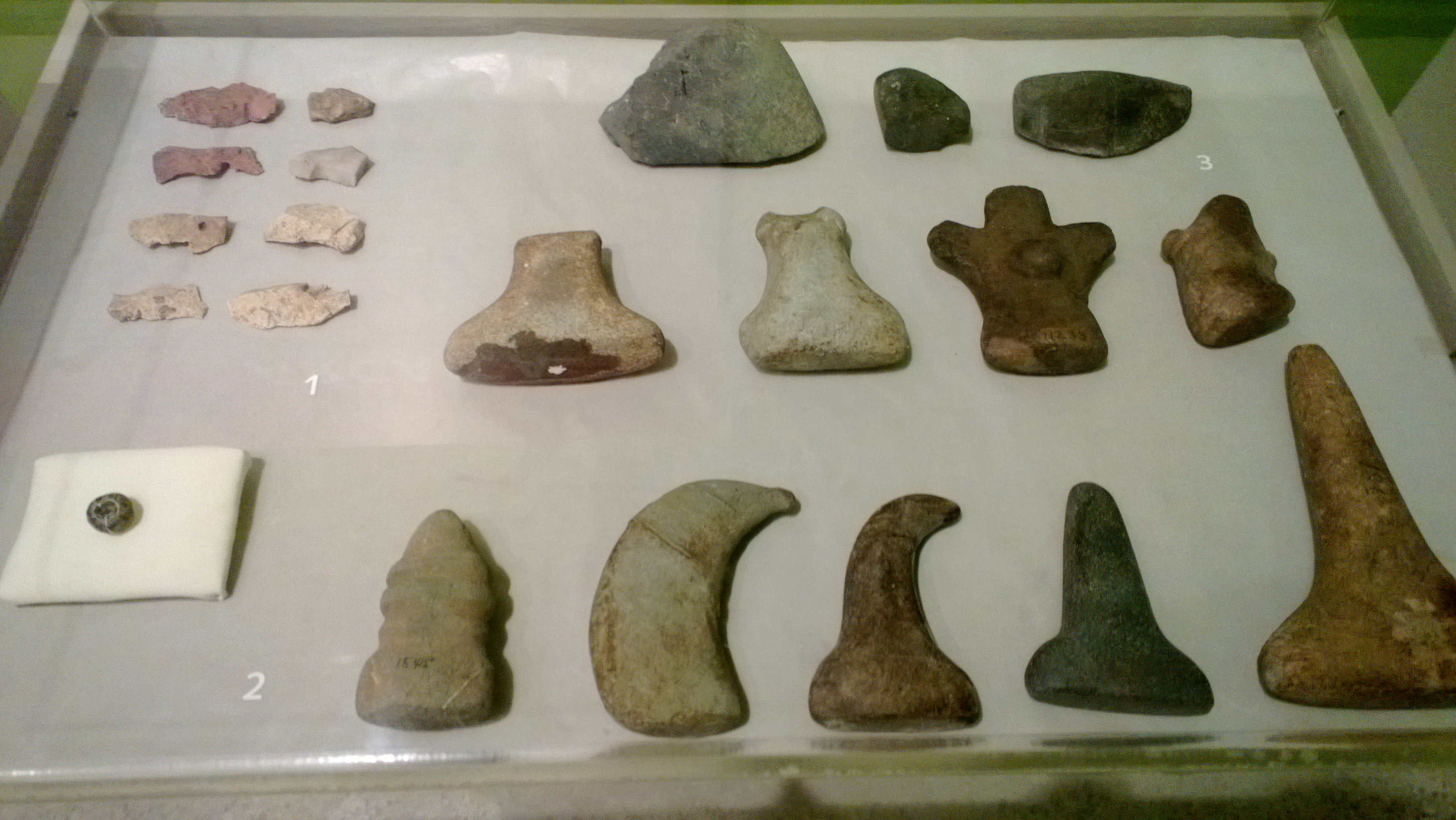
Herramientas arcaicas halladas en Puerto Rico.

Estos aborígenes vivían en pequeños grupos familiares organizados en bandas seminómadas y probablemente, en algunos casos, relativamente sedentarias. A pesar de que estos primeros pobladores antillanos se movían constantemente de lugar, han dejado huellas arqueológicas a través de todas las Antillas. Por ejemplo:
·        Trinidad (5250 a. C.)
·        Cuba (4500 a. C.)
·        República Dominicana (2600 a. C.)
·        Saint Kitts (2123 a. C.)
·        Puerto Ferro, Vieques, Puerto Rico (1190 a. C.)
·        Antigua (1175 a. C.)
·        Islas Vírgenes (880 a. C.)
·        Cayo Cofresí, Salinas, Puerto Rico (350 a. C.)
·        Cueva María de la Cruz, Loíza (30 d. C.). Fue la primera evidencia arqueológica encontrada en Puerto Rico.
Organización de los grupos arcaicos
Se han identificado a las bandas, en general, como sociedades compuestas por grupos pequeños de 15 a 40 personas, las cuales mantenían una gran movilidad como consecuencia de su economía recolectora-cazadora. Son consideradas como organizaciones sociales poco desarrolladas, en términos de territorialidad, ceremonialismo y otros aspectos sociales tales como las relaciones de parentesco. Esto es en comparación con las organizaciones tribales. 
Las pruebas arqueológicas obtenidas en los depósitos residuales arcaicos (concheros) señalan que utilizaron intensamente los recursos naturales costeros, sobre todo las áreas de manglares, por su rica fauna. La economía estaba basada en la pesca, la recolección de conchas, frutas y verduras y la caza de jutías, tortugas marinas y aves. La explotación de estos recursos naturales, probablemente fue cíclica o de temporada y estaciones. Estas bandas pudieron haberse sedentarizado en áreas o zonas de mayor riqueza, con fuentes alimenticias fáciles de obtener, como es el caso de las Antillas Mayores.
¿Conocían la agricultura?
Se ha creído hasta ahora que los arcaicos no conocían la agricultura. Por lo tanto, se ha establecido que utilizaban la pesca y a la caza como métodos primarios de alimentación.  Construían instrumentos y utensilios de piedras, maderas, conchas y huesos asociados generalmente, a las actividades mediante las cuales adquirían y preparaban sus alimentos. Por ejemplo, construían puntas de lanzas, cuchillos, raspadores, morteros, entre otros. 
A pesar de la creencia generalizada de que los grupos arcaicos no conocían la agricultura, los científicos puertorriqueños René Rodríguez Ramos, Edwin Crespo, y Jaime R. Pagán Jiménez, han demostrado recientemente, mediante análisis del conjunto de restos microbotánicos identificados en los utensilios de tres sitios arcaicos en Puerto Rico, que la introducción del maíz se remonta a épocas donde únicamente existían en las Antillas poblaciones arcaicas.
El estudio etnobotánico, comenzado en 2005, demostró que la introducción del maíz a las Antillas y a Puerto Rico se remonta, al menos, al año 2950 a. C. “El maíz es predominante en el conjunto de restos microbotánicos identificados en los utensilios arcaicos.” Estos descubrimientos nos llevan a replantearnos la teoría aceptada de que los arcaicos desconocían por completo la agricultura. Estos nuevos hallazgos podrían plantear que, por lo menos, practicaban una agricultura a menor escala y sin grandes técnicas de cultivo.
Hombre de Puerto Ferro
Los trabajos de campo del Centro de Investigaciones Arqueológicas de la Universidad de Puerto Rico correspondientes al año 1990, se concentraron en un sitio arcaico en el barrio Puerto Ferro, al suroeste de la isla Municipio de Vieques. Puerto Ferro es el segundo sitio arcaico localizado en la isla de Vieques con una cronología radiocarbónica temprana de 1900 a. C. El otro sitio es Caño Hondo con una fecha temprana de 1060 a. C., estudiado por Irving Rouse en el año 1938 y por Alfredo Figueredo en 1975. 
Para Puerto Rico, el sitio de Puerto Ferro es de gran importancia por haberse recuperado en el área de vivienda una osamenta humana, la cual aunque deteriorada, permitió al antropólogo físico Edwin Crespo, identificar a un hombre de aproximadamente 35 a 40 años de edad al momento de su muerte y cinco pies diez pulgadas (1,78 m) de estatura en su edad joven. Su denominación en el ámbito arqueológico como el Hombre de Puerto Ferro, se debe al lugar donde fueron descubiertos sus restos óseos y culturales. 
Aspectos patológicos del Hombre de Puerto Ferro
Hay huellas de lesiones patológicas y traumáticas en el esqueleto del Hombre de Puerto Ferro como: 
1.      Osteoporosis generalizada en cráneo. 
2.      Patologías bucales (periodontitis, abscesos, pérdida de piezas ante mortem, desgaste dentario, traumatismo localizado en el lado derecho de la mandíbula.) 
3.      Osteoartritis en vértebras cervicales. 
4.      Osteoartritis en la cabeza del radio (codo) izquierdo. 
5.      Osteoartritis en falanges de la mano. 
El proceso de envejecimiento, la utilización de los dientes como instrumento de trabajo, la probable lucha corporal con otro individuo y el tipo de alimentación son algunos de los factores que tal vez interactuaron en la manifestación de los procesos patológicos presentes en el esqueleto del Hombre de Puerto Ferro. 
Estos datos nos dan una idea de la condición de salud de este individuo al momento de su muerte. El estudio óseo llevado a cabo nos señala que hace 3891 años atrás, en el sitio de Puerto Ferro en las Isla de Vieques, vivió y murió un individuo masculino de entre 35 a 40 años de edad, de 5 pies 10 pulgadas (1,78 metros) de estatura, y el cual al parecer al final de sus días sufrió de afecciones causadas tanto por la edad como por el impacto y disturbios que el medio ambiente que lo rodeaba afectaran su mecanismo biológico.

### Primera migración agroalfarera: Huecoides o Agro I

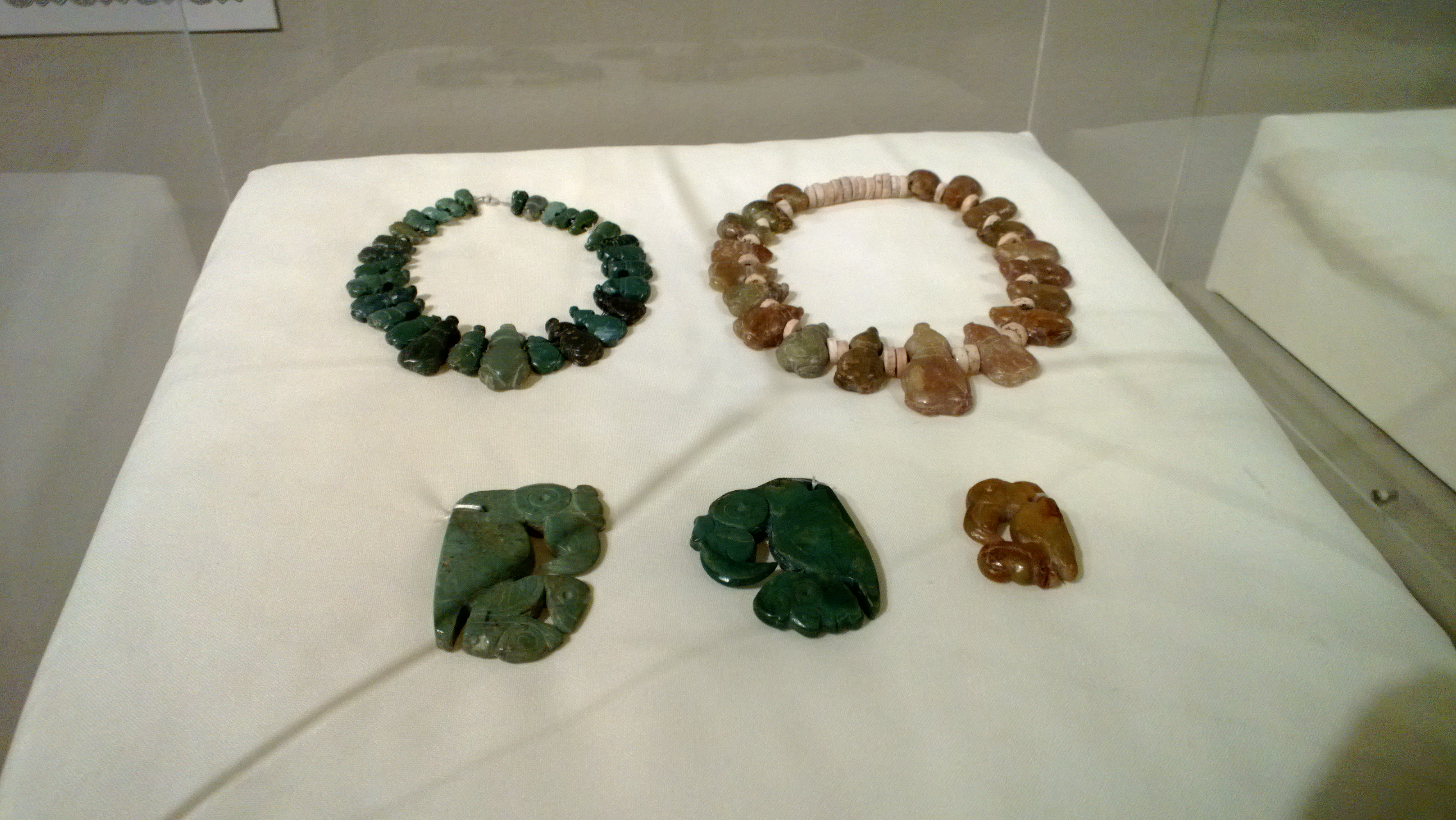
Amuletos huecoides

La cultura o fase Huecoide se da a conocer mediante descubrimientos arqueológicos realizados por Luis Chanlatte e Yvonne Narganes en el sector La Hueca en la isla de Vieques en el año 1977. Los hallazgos demostraron que este grupo de agroalfareros habitaron la isla antes de la era cristiana, se estima que su antigüedad es de alrededor del siglo II a. C.
Años más tarde, en 1981 el arqueólogo puertorriqueño Miguel Rodríguez excavó en la zona de Punta Candelero en Humacao (Isla Grande) encontrando un asentamiento cuyas huellas materiales corresponden al grupo Huecoide. Pruebas radiocarbónicas demostraron que este asentamiento Huecoide de Humacao corresponde al siglo III a. C. (año 250 a. C.) y se mantuvieron en el mismo lugar, al menos, hasta el 600 d. C.
Los asentamientos Huecoides son más antiguos que la evidencia que se tiene de la cultura Igneri o Saladoide, tanto en Vieques como en Puerto Rico. Por lo tanto, este grupo cultural corresponde a la primera migración agroalfarera hacia las Antillas. Por esa razón se les cataloga como fase Agro I.
Chanlatte y Narganes consideran que los Huecoides emigraron a las Antillas desde la costa nordeste de América del Sur (Colombia y Venezuela) pero, se considera que sus puntos de origen se encuentran en las zonas andinas de los actuales Perú y Colombia. 
La teoría de su procedencia se establece con la presencia del cóndor andino con una cabeza-trofeo entre las patas. Chanlatte y Narganes aclaran que: “Los motivos que sugieren un origen andino para los Agro I [huecoides], están sustentados en dos rasgos sobresalientes de sus expresiones culturales, que tipifican materialmente los depósitos residuales huecoides. El primero es un alto porcentaje de cerámica decorada con diseños incisos, particularmente en finas líneas entrecruzadas o rejilla, llenas de una pasta blanca y ocasionalmente roja. El segundo es la presencia del Cóndor andino, con una cabeza trofeo sostenida en las garras, representando en las tallas líticas de sus ornamentos corporales, a modo de amuletos pendientes. Ambos rasgos tienen mayor antigüedad en los Andes.”
Huecoides y sus características
Los Huecoides (Agro I) fueron los primeros pobladores agroalfareros de Puerto Rico. Su cerámica se caracteriza por patrones de líneas incisivas,en algunas ocasiones rellenas con pasta blanca y roja. Fueron excelentes agricultores, dedicándose mayormente a cultivar maíz, yuca amarga, yautía blanca, frijol, ñame y  batata. La yuca amarga se utilizaba para hacer el pan de casabe y bebidas ceremoniales. La segunda actividad económica de importancia para los Huecoides corresponde a la pesca.   
Los hallazgos arqueológicos apuntan hacia que los Huecoides preferían construir sus poblados cerca de las costas. Mientras que los estudios etnobotánicos muestran que su dieta incluía peces, almejas, huevos de tortugas y el peje blanco, que era el carey más abundante en las costas de Puerto Rico.  

### Segunda migración agroalfarera o Agro II

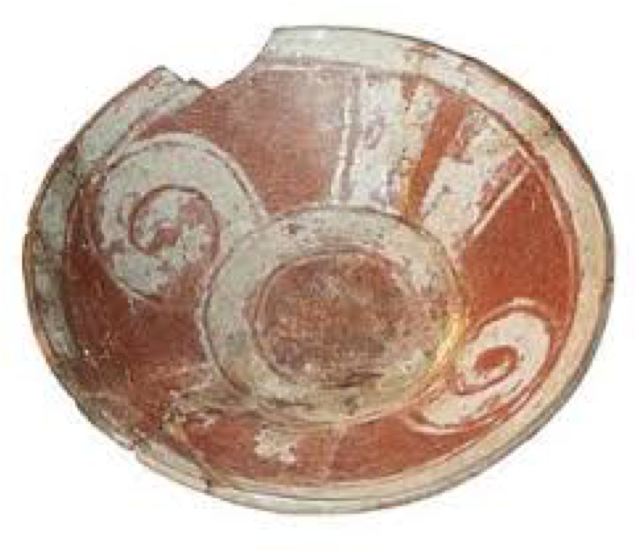
Preciosa cerámica pintada Agro II. Hacienda Grande de Loíza, Puerto Rico.

El segundo grupo agroalfarero en llegar a las Antillas fue catalogado como Agro II en la nomenclatura de Chanlatte y Narganes, mientras en el esquema tradicional se les conoce como Saladoides. La denominación saladoide se deriva del sitio del Saladero en el bajo Orinoco en Venezuela, donde se cree se originó el estilo de alfarería o cerámica con que se asocia a la cultura Agro II. Este grupo emigró desde el bajo o delta del Orinoco durante los últimos siglos de la era cristiana, muy poco después que los portadores de la cultura huecoide.
Su presencia en las Antillas ha sido identificada en las Antillas Menores, Vieques, Puerto Rico e incluso en la costa sureste de la moderna República Dominicana. Sus restos más antiguos conocidos de su presencia en las Antillas corresponden a la isla de Trinidad –próxima a la costa de Venezuela– y datan aproximadamente del año 190 a. C.  En Vieques se han excavado sitios Agro II, específicamente en Sorcé, lugar que se encuentra muy próximo a la Hueca. Pruebas radiocarbónicas demuestran que la antigüedad del asentamiento Agro II en Vieques se remonta al año 35 d. C.  En Puerto Rico, además, se han encontrado otros espacios que fueron ocupados por el grupo Agro II con fechas que van desde el año 1 al 540 d. C. Como ejemplo podemos mencionar los sitios de Hacienda Grande en Loíza y Tecla en Guayanilla.

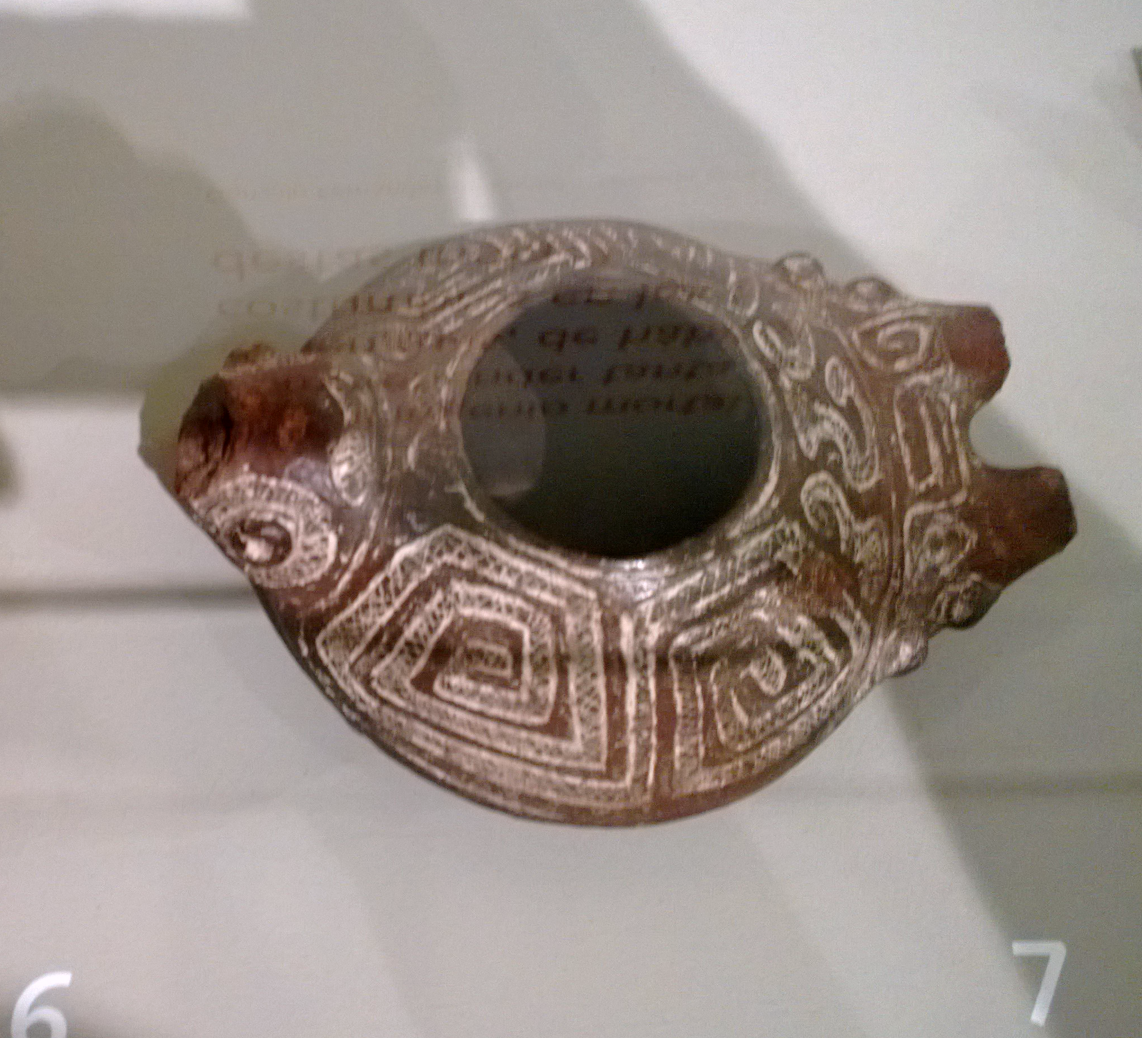
Cerámica producida por el grupo Agro II hallada en sitios arqueológicos de Puerto Rico.

La característica más sobresaliente de la cultura Agro II y con la que muchas veces es asociada, es su alfarería o cerámica conocida como saladoide. Es identificada, generalmente, como la cerámica de mayor calidad artística entre las fabricadas por los aborígenes antillanos. Chanlatte y Narganes afirman que "los restos cerámicos de esta cultura constituyen su distintivo sobresaliente, caracterizándolos la utilización de pintura para presentar sus concepciones decorativas. Es frecuente el engobe rojo y la aplicación del color blanco sobre el rojo. También está presente la policromía, aunque moderadamente, representada por la combinación de los colores blanco, rojo y anaranjado." Además añaden que: "las técnicas decorativas saladoides son mas variadas y dinámicas en comparación con la huecoide."

### Agro III o Subtaínos o fase Ostionoide
Chanlatte y Narganes identifican la fase Agro III (también conocida como fase Ostionoide o Subtaína) como un desarrollo cultural propiamente antillano correspondiente a la interacción entre los grupos de las culturas preagrícolas, quienes paulatinamente se convirtieron en agricultores y en ceramistas a través del contacto y relaciones con los primeros grupos agroalfareros suramericanos que se establecieron en las Antillas (Agro I y Agro II). Los arqueólogos señalan que: "A través de esas relaciones los arcaicos adoptan algunas características que identifican a los nuevos habitantes. Aunque es evidente que estos no abandonaron totalmente su forma de vida, sino que la modifican, al incorporar la elaboración y el uso de ajuares cerámicos y al poner en práctica un nuevo modo de producción: la agricultura de roza y quema."
Es decir, la fase Agro III, se cataloga como III no ya por el orden en la migración (como ocurre en las fases Agro I y II), sino por el primer grupo cultural propiamente antillano que surge producto de un desarrollo. Esta interpretación contrasta con la opinión tradicional que postula, primero, que en Puerto Rico y las Antillas Menores los indígenas con culturas arcaicas fueron aniquilados culturalmente por los agroalfareros suramericanos que emigraron a las Antillas. 
La fase cultural Agro III produjo varios estilos o modalidades de cerámica denominados por los arqueólogos según el sitio donde se han encontrado: 
[1.] ostionoide (derivado del sitio Punta Ostiones en Cabo Rojo, Puerto Rico) 
[2.] elenoide (derivado del sitio Santa Elena en Toa Baja, Puerto Rico)
[3.] esperanzoide (derivado del sitio Esperanza en Vieques, Puerto Rico)
Chanlatte y Narganes consideran que la cerámica ostionoide fue desarrollada por los grupos arcaicos que recibieron mayor influencia de la cultura Agro II o Saladoide y que la elenoide y la esperanzoide fueron desarrolladas por los grupos arcaicos que recibieron mayor influencias de la cultura huecoide o Agro I. La cerámica encontrada en Punta Ostiones en Cabo Rojo se caracterizó por “su simpleza, pintada de color rosado, posible reflejo imitativo Agro II, y en casos de decoración ornamental o expresiva, es frecuente el modelado-inciso y los suaves relieves aplicados." Mientras que la cerámica de las modalidades elenoide y esperanzoide se caracterizaron por la "falta de pintura, su rústica elaboración y sus diseños modelados-incisos simples, en los que se observan semejanzas y técnicas decorativas con los Agro I.”

### Agro IV o Taíno tardío
I- Origen:
(Cronología aproximada 1200-1508 d. C.)
Agro IV corresponde a la cultura Taína tardía. Esto es, la fase cultural en que se encontraban los indígenas de Puerto Rico y la mayor parte de la Española (República Dominicana y Haití) principalmente, cuando se inició la conquista española a finales del siglo XV. Por lo tanto, la fase llamada taína o más apropiadamente, Agro IV, NO corresponde a una raza o a una etnia en específico, sino a un grado de desarrollo. Su presencia en las islas antillanas no fue homogénea (como pretendió establecer Cristóbal Colón en sus escritos), sino que existió solo en aquellos espacios donde el grado de desarrollo llegó a su punto máximo.
El Agro IV o Taíno tardío se caracterizó por el desarrollo más alto de la etapa tribal con una organización social, política y económica mucho más compleja que en las fases anteriores. Su desarrollo correspondió a lo que los antropólogos llaman sociedad cacical o caciquil, con la existencia de unos funcionarios sociales que detentaban y ejercían el poder social (político) y por un sistema de clases sociales incipientes correspondientes a la clase caciquil (clase dominante) y a los naborias (clase comunaria). Esta complejidad apunta hacia la conclusión de que los aborígenes que se encontraban en la fase de desarrollo IV (taínos) constituían un estado embrionario. Es decir, en Puerto Rico, y a pesar de que existían entre 55 a 17 cacicazgos, se comenzaba a esbozar una organización política territorial centralizada que, eventualmente, estaba destinada a convertirse en un gobierno unitario para toda la isla. Sin embargo, la invasión europea tronchó estos desarrollos.
II- Economía:
La organización económica de la sociedad taína se caracterizó por el desarrollo de una estructura productiva que superó la etapa de la mera subsistencia, generando un cuantioso excedente sobre el cual descansaron complejos trueques e intercambios, que la hicieron una sociedad cada vez más compleja. La base fundamental de sus economía fue la agricultura que complementaron con la pesca, principalmente y, en menor grado, con la recolección y la caza.
La agricultura taína se practicaba en los conucos o las áreas de cultivo próxima a sus yucayeques (aldeas o pueblos). Se caracterizó por la utilización de varias prácticas de cultivo, principalmente la de amontonar tierra (montones) para sembrar los tubérculos (o raíces) que eran la base de su dieta (yucas, batatas, yautías, lerenes, etc.). Uno de los desarrollos principales de este grupo fue la utilización de sistemas de riego rudimentarios para irrigar los terrenos secos, lo que hicieron en algunos lugares de las Antillas, sobre todo en La Española. 
A pesar de que los grupos Agro IV cultivaron una gran diversidad de plantas, la yuca amarga fue sin dudas su principal cultivo. Probablemente esto se debió a que “podía cosecharse después de un año y hasta un máximo de tres” y por “su capacidad de almacenaje bajo tierra.” Estas condiciones de durabilidad o almacenaje de la yuca propiciaron la producción de un excedente de alimentos, lo que sin dudas facilitó el desarrollo de la sociedad taína.
La segunda actividad económica de importancia corresponde a la pesca. Los grupos Agro IV fueron unos excelentes pescadores. Practicaban pesca de orilla, en alta mar, ensenadas, bahías, lagunas, ríos y quebradas. Tenían múltiples instrumentos o artes de pesca como redes, arpones, calabazas flotantes, etc. Además emplearon diferentes técnicas para pescar de las que se han identificado, por lo menos doce distintas. Asimismo construían corrales en el mar y en los ríos para que sirvieran de viveros o criaderos de peces para asegurarse su abastecimiento. Eso, sin dudas, constituye una primitiva pero eficiente práctica de lo que modernamente se conoce como piscicultura.
III- Organización
División política: Caciques y bohiques
La organización política del Taíno Tardío se caracterizó por la existencia de unos funcionarios que dirigían y realizaban las principales funciones sociales en todas sus manifestaciones. En primer lugar estaban los caciques o jefes políticos principales, entre lo que sobresalían los caciques principales y los caciques menores o subjefes. El cargo del cacique no fue exclusivo de hombres hombres, pues las mujeres no estaban excluidas de desempeñarlos y, por demás, la línea sucesoria del cacicazgo se determinaba precisamente por la vía materna. El cargo era heredado por el hijo de la hermana del Cacique. 
Los Beiques o Bohiques, otros de los funcionarios sociales importantes, eran los chamanes, sacerdotes o curanderos –médicos brujos– que, además, realizaban otras funciones sociales igualmente relevantes. 
División social: clase caciquil (compuesta por el cacique, bohique y los nitaínos)
El historiador puertorriqueño, Francisco Moscoso, en su libro Tribu y clases en el Caribe antiguo (1986) aporta un análisis detallado y sistemático sobre la división social en la sociedad taína. En primer lugar, señala que la sociedad Agro IV se encontraba –cuando fueron interrumpidos por la invasión española– en una etapa en que: "se daba una transición de la sociedad sin clases a una forma de sociedad caracterizada por una división incipiente en clases sociales." 
Moscoso identifica, primeramente, a la que llama la clase caciquil. Aquí agrupa o incluye a los sectores dirigentes que controlaban y ejercían el poder en todos los órdenes de la sociedad –económico, político, social y religioso– y en el que incluye tres categorías: los caciques, los behiques y los nitaínos. En otras palabras, la clase caciquil era la clase dominante o dirigente que controlaba el poder político, las instituciones sociales y los procesos económicos asociados a la producción y distribución de los principales bienes comunitarios. 
La otra clase social estaba constituida por los comunarias, quienes eran la mayoría de la población; o sea, la gente común y que son conocidos como los naborias. Estos eran los que aportaban el trabajo en los principales procesos de la producción social. Entre los naborias también existían algunas categorías, pero el denominador común era su condición de servidumbre. Los naborias constituían la clase trabajadora al servicio de la clase caciquil, que era la que “mandaba y se apropiaba del trabajo de los comunitarios aldeanos.”
IV- Cerámica
El estilo de cerámica identificado con la cultura taína es el chicoide –por el sitio de Boca Chica en República Dominicana– que se caracteriza por su “apariencia simple y la ausencia de ornamentos. Su decoración se basa en diseños y modelados incisos.”  

## Puerto Rico como parte del imperio español (1508-1898)

Cristóbal Colón

### Llegada española

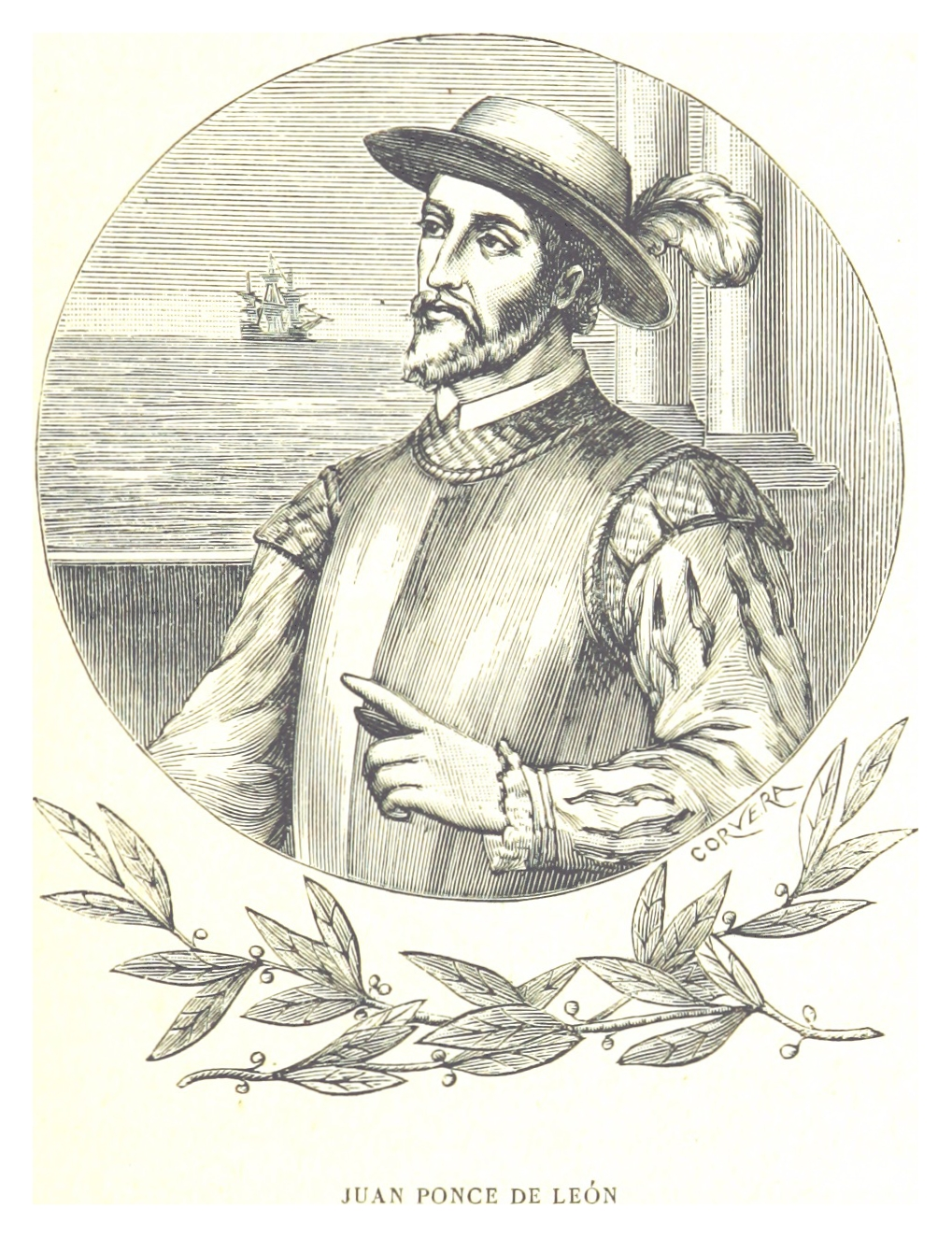
Juan Ponce de León (Santervás de Campos, Valladolid, España) fue el primer gobernador de Puerto Rico. Con su nieto Juan Ponce de León II que fue el primer gobernador de Puerto Rico nacido allí.

El 25 de septiembre de 1493 Cristóbal Colón zarpó de Cádiz, con 17 barcos y 1200-1500 hombres, para su segundo viaje. En este viaje descubrió Puerto Rico y la nombró "Isla de San Juan Bautista", en honor a Juan, Príncipe de Asturias (1478-1497), hijo de Fernando II de Aragón e Isabel I de Castilla. Tomó posesión en nombre de la Corona de Castilla el 19 de noviembre de 1493 al desembarcar en la playa de la ciudad actual de Aguada
El primer asentamiento, Caparra, se crea el 8 de agosto de 1508 por Juan Ponce de León, un teniente de Colón que más tarde se convirtió en el primer gobernador de la isla. Al año siguiente, la colonia fue abandonada en favor de una isla costera llamada Puerto Rico que tiene un puerto natural. En 1511 un segundo establecimiento, San Germán, se funda en el suroeste de la isla. Durante la década de 1520 la isla tomó el nombre de Puerto Rico, mientras que el puerto se convierte en San Juan.
La colonización es la imagen del sistema de encomienda aplicado en todo el Nuevo Mundo por los españoles. Los colonos redujeron a los taínos como esclavos y les proporcionaron protección militar a cambio de su trabajo. El 27 de diciembre de 1512, Fernando II de Aragón promulga las Leyes de Burgos que modifican el sistema de encomiendas en un sistema llamado repartimientos con el objetivo de poner fin a la explotación de los nativos. La ley prohíbe el uso de cualquier forma de castigo contra los nativos regular sus horas de trabajo, su nómina, su salud y su estado de salud y los obligan a ser catequizados. En 1511 los taínos se rebelaron contra los españoles. El cacique Urayoán reanuda los planes de Agüeybaná y ordenó a sus soldados ahogar el soldado español Diego Salcedo para determinar si los españoles son inmortales. Después del ahogamiento del soldado mantienen el cuerpo durante 3 días para confirmar su muerte. Sin embargo, la revuelta fue fácilmente aplastada por Ponce de León, y unas décadas más tarde la población nativa había sido diezmada por la enfermedad, la violencia y una alta tasa de suicidios.
Con el fin de iniciar la evangelización de la isla, el papa Julio II estableció el 8 de agosto de 1511 tres diócesis en el Nuevo Mundo, una de las cuales incluía Puerto Rico, las otras dos se encuentran en la isla La Española. Estos obispos están bajo la autoridad del arzobispo de Sevilla. Alonso Manso fue nombrado obispo de la Diócesis de Puerto Rico. El 26 de septiembre de 1512, antes de su llegada a la isla, la primera escuela de estudios superiores se establece por el obispo. Tomó posesión de su diócesis en 1513 y se convirtió en el primer obispo en llegar a América. Puerto Rico también se convirtió en el primer centro eclesiástico del Nuevo Mundo durante el reinado del papa León X.
Esclavos africanos llegaron a la isla desde 1513. Debido a la disminución de la población taína, más y más esclavos fueron traídos a la isla, sin embargo, los hombres no tenían con quien tener relaciones sexogenitales y muchos murieron, y el número de esclavos en la isla es bajo comparado con el de las islas vecinas.

### España de los Austrias (1516-1700)
Desde los primeros tiempos de la presencia española, las distintas potencias europeas se sienten atraídas por las riquezas del Nuevo Mundo y tratan de reducir la influencia española en la isla de Puerto Rico. El éxito inicial de los sucesivos intentos de invasión varió, sin embargo, todos los intentos de tomar un control permanente de la isla fracasaron. En 1528, los franceses reconocen el interés estratégico. Saquearon y quemaron el pueblo de San Germán y destruyeron muchos asentamientos españoles como Guánica, Sotomayor, Daguao y Loíza antes que la milicia local les obligara a retirarse. La única ciudad que permaneció incólume es la capital de San Juan.
Los españoles están decididos a defender la isla y comienzan a construir fortificaciones en la isla de San Juan en la década de 1530. En 1532 la construcción de estas primeras fortificaciones comenzó con La Fortaleza cerca de la entrada a la Bahía de San Juan. Siete años más tarde, la importancia de la construcción de defensas alrededor de San Juan comienza con el Fuerte de San Felipe del Morro en la bahía de San Juan. Más tarde los fuertes San Cristóbal y San Jerónimo se construyen con los ingresos. En 1587, los ingenieros Juan de Tejada y Juan Bautista Antonelli rediseñaron el Fuerte San Felipe del Morro. Políticamente, Puerto Rico fue reorganizada en 1580 y se convirtió en una Capitanía General, lo que le otorga una mayor autonomía y una respuesta más rápida ante amenazas militares.

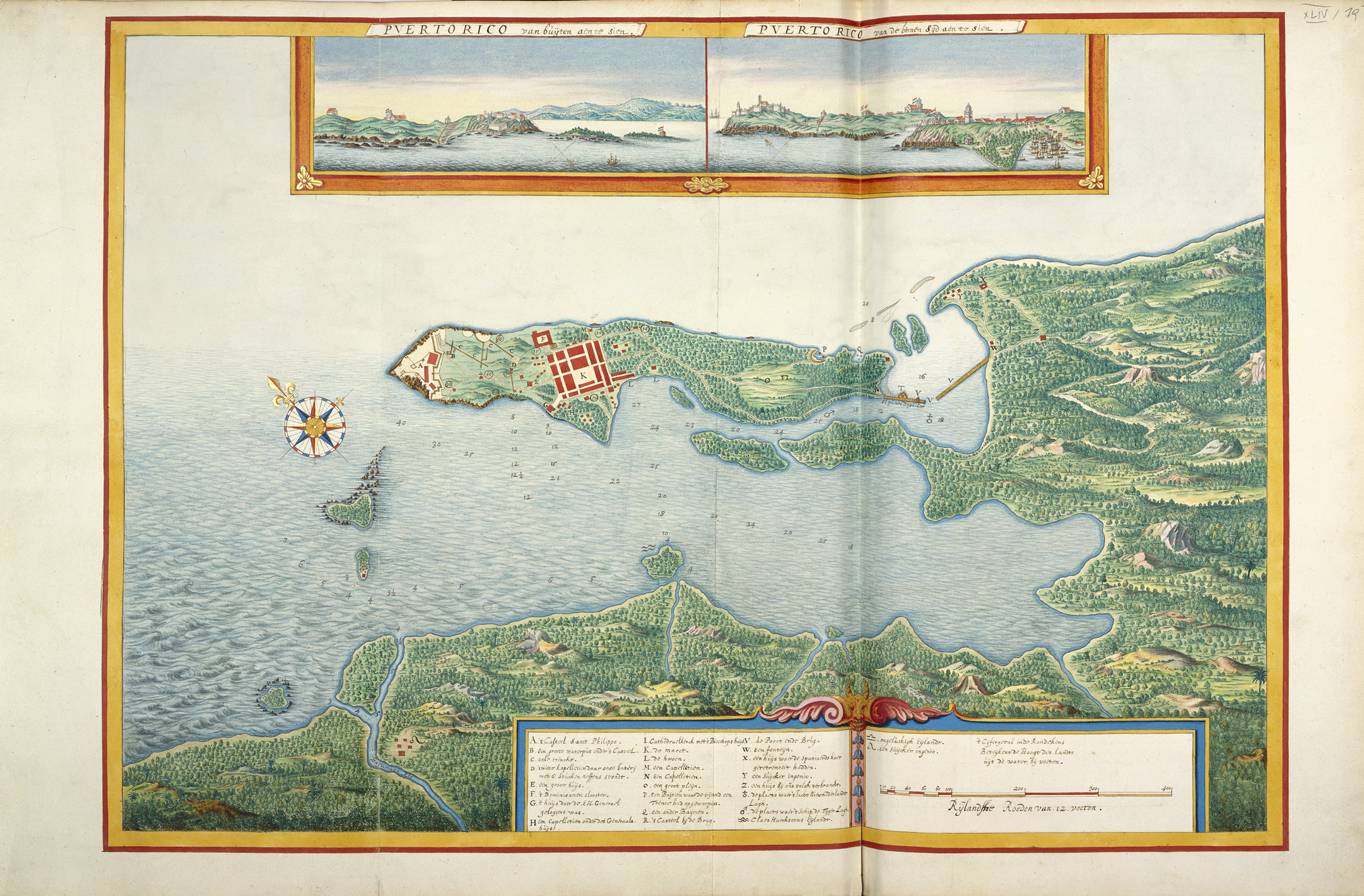
Mapa de San Juan y su bahía en el Atlas Blaeu van der Hem,.

El 22 de noviembre de 1595 el corsario inglés Francis Drake al mando de 27 naves y 2500 marineros dirigió una expedición a la Bahía de San Juan, con la intención de saquear la ciudad. El ataque inglés se ve incapaz de derrotar a las poderosas fuerzas españolas destacadas en la ciudad. Años más tarde, la Royal Navy atacó liderada por George Clifford (3.er Conde de Cumberland), con tropas desembarcadas de 21 barcos al este de Santurce en junio de 1598. Clifford encontró resistencia española al tratar de cruzar el puente de San Antonio (de una región conocida hoy como La Condada) que conduce a la isla de San Juan. Posteriormente, los holandeses tratan de conquistar la isla, lo que alienta la fortificación de San Juan. En 1634 Felipe IV de España refuerza el Fuerte San Cristóbal con 6 fuertes conectados por un perímetro de murallas alrededor de la ciudad. 

### Guerra de Sucesión Española
- En 1702 los británicos acosan la ciudad de Arecibo, en el norte de la isla sin éxito.

### España de los Borbones en elsigloXVIII

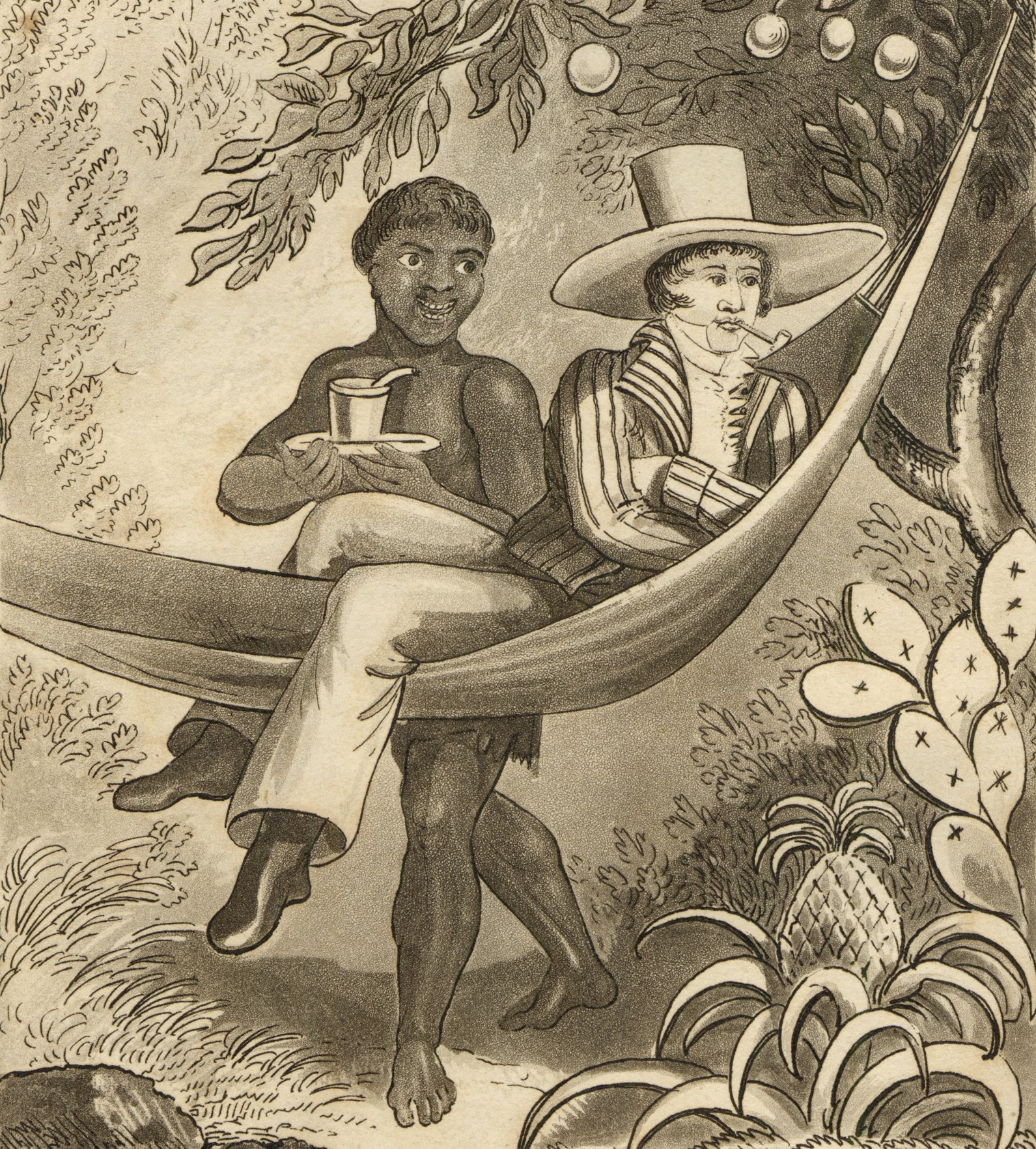
Plantador español en Puerto Rico con su esclavo doméstico, alrededor de 1808.

En este siglo aparecen los primeros elementos de la sociedad puertorriqueña. El censo de 1765 encabezado por el general Alejandro O'Reilly mostró una población total de alrededor de 39 846 habitantes de los cuales el 11,2 % eran esclavos, un porcentaje mucho menor al de otras posesiones españolas en el Caribe.
En 1779 tropas españolas procedentes de Puerto Rico toman parte en la Revolución Americana bajo el mando de Bernardo de Gálvez y Madrid, que fue nombrado mariscal del ejército colonial español en América del Norte. Milicias españolas procedentes de la isla participan en la batalla de Pensacola, la capital de la colonia británica de Florida Occidental y en la captura de las ciudades de Baton Rouge, San Luis y Mobile. Los soldados puertorriqueños encabezados por el general de brigada Ramón Castro asistieron a Bernardo de Gálvez en su victoria contra la armada y el ejército británicos de 3000 hombres en Pensacola.
En 1797 los franceses y los españoles declaran la guerra al Imperio Británico. Los británicos intentan apoderarse de la isla, atacando San Juan con 7000 hombres y una flota de 64 naves bajo el mando del general Ralph Abercromby, pero el capitán general Don Ramón Castro logró repeler el ataque.

### Guerra de la Independencia Española

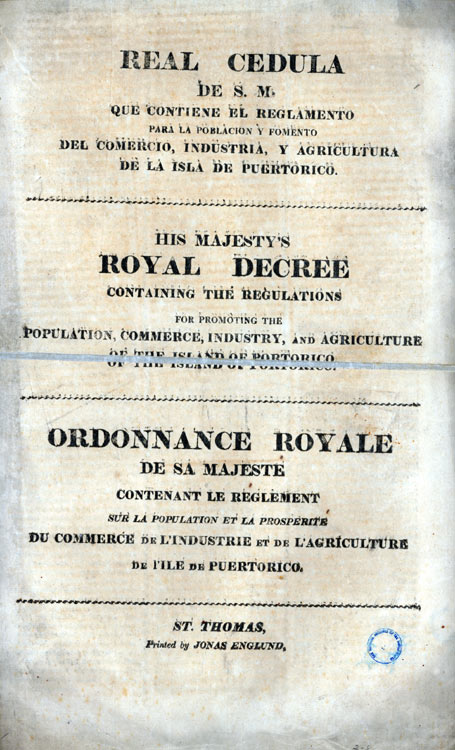
La real cédula del año de gracia de 1815 que permite a los extranjeros emigrar a Puerto Rico.

El siglo XIX es una oportunidad de muchos cambios políticos y sociales en Puerto Rico. En 1809 el gobierno español que se opone a Napoleón se retiró a Cádiz en el sur de España. Mientras renueva su lealtad al rey, la Junta Suprema Central invita a votar para la elección de representantes de las colonias.  Fue nombrado delegado a nivel local en las Cortes de Cádiz.
El 4 de mayo de 1809, Ramón Power y Giralt fue elegido por los cinco cabildos de Puerto Rico para representar a la isla en la Junta Suprema Central y Gubernativa del Reino. Toma posesión de su escaño el 24 de septiembre de 1810 y sirve hasta su fallecimiento el 10 de junio de 1813 en Cádiz.
La conocida como Ley Power designó los siguientes cinco puertos de libre comercio: Fajardo, Mayagüez, Aguadilla, Cabo Rojo y Ponce  y la aplicación de reformas económicas con el objetivo de desarrollar una economía más efectiva.
En 1811, el Gobernador de Puerto Rico Salvador Meléndez Bruna (1809-1820) organiza una expedición que encomienda al comandante Juan Roselló con la misión de colonizar la isla de Vieques y de ese modo proteger el territorio ante las reclamaciones de daneses, ingleses y piratas que merodeaban el área.
En 1812 la Constitución de Cádiz se adopta. Divide a España y sus territorios en provincias, cada una con una corporación o un consejo local para promover su prosperidad y defender sus intereses. 

"...El territorio español comprende en la Península con sus posesiones e islas adyacentes, Aragón, Asturias, Castilla la Vieja, Castilla la Nueva, Cataluña, Córdoba, Extremadura, Galicia, Granada, Jaén, León, Molina, Murcia, Navarra, Provincias Vascongadas, Sevilla y Valencia, las islas Baleares y las Canarias con las demás posesiones de África. 

En la América septentrional, Nueva España, con la Nueva Galicia y península del Yucatán, Guatemala, provincias internas de Occidente, isla de Cuba, con las dos Floridas, la parte española de Santo Domingo, y la isla de Puerto Rico, con las demás adyacentes a éstas y el Continente en uno y otro mar. 

En la América meridional, la Nueva Granada, Venezuela, el Perú, Chile, provincias del Río de la Plata, y todas las islas adyacentes en el mar Pacífico y en el Atlántico.

En el Asia, las islas Filipinas y las que dependen de su gobierno..."
Artículo 10

Esta Constitución, en su artículo 18, reconoce como ciudadanos aquellos españoles que por ambas líneas traen su origen de los dominios españoles de ambos hemisferios y están avecindados en cualquier pueblo de los mismos dominios.

### Reinado de Fernando VII(1815-1833)
El 10 de agosto de 1815 el Real Decreto del año de gracia de 1815 se promulgó. Permite a los extranjeros permanecer en Puerto Rico (incluidos los refugiados franceses de La Española) y abre los puertos al comercio con otras naciones además de España. Este es el comienzo de un crecimiento económico basado en la agricultura (azúcar, tabaco y café son los productos principales). Decreto da la tierra libre para cualquier persona que jura lealtad a la Corona española y la fidelidad a la Iglesia católica. Miles de familias de todas las regiones de España (sobre todo de Asturias, Cataluña, Mallorca y Galicia), y también de Alemania, Córcega, Irlanda, Francia, Portugal, Islas Canarias y otros territorios migran a Puerto Rico, con la esperanza de escapar de las duras condiciones económicas de la época en Europa. Están especialmente atraídos por la oferta de suelo. Sin embargo, estos pocos avances en la autonomía y los derechos son de corta duración. Después de la caída de Napoleón, el poder absoluto reina de nuevo en España y se deroga la Constitución de Cádiz. Puerto Rico es restaurado a su antiguo estatus ultramarino y sujeto al poder ilimitado del rey de España.

### Reinado de Isabel II(1833-1868)
La integración de los inmigrantes en la cultura de Puerto Rico conduce a cambios en la sociedad puertorriqueña. El 25 de junio de 1835 la Reina María Cristina de Borbón-Dos Sicilias abolió el comercio de esclavos en las posesiones españolas. En 1851 el gobernador Juan de la Pezuela Ceballos fundó la Real Academia de Bellas Letras. La Academia capacita a los maestros de los métodos de la fórmula de primaria y apoya la creación literaria que promueve el progreso literario e intelectual de la isla. En 1858 el telégrafo se introdujo a la isla con la ayuda de Samuel Morse que instala una línea en la ciudad de Arroyo en la Hacienda La Enriqueta.
Un censo de 1860 muestra una población de 583 308 habitantes, entre ellos 300 406 (51,5 %) son europeos y 282 775 (48,5 %) son personas de color (descendientes de esclavos africanos, mulatos y mestizos). El 83,7 % de la población es analfabeta y vive en la pobreza, mientras que la agricultura, la principal fuente de ingresos de la isla, se ve obstaculizada por la falta de infraestructura de transporte, y herramientas y equipos adecuados. Añádase a esto los desastres naturales como los huracanes y las inundaciones. La economía también sufre de altos costos y los impuestos establecidos por la Corona española. Por último, España enviaba al exilio o encarcelaba a todos aquellos que buscaban las reformas liberales.

### Sexenio Revolucionario(1868-1874)
La segunda mitad del siglo XIX está marcada por la lucha por la independencia de Puerto Rico. 
El 23 de septiembre de 1868 cientos de hombres y mujeres de la ciudad de Lares, empobrecidos y políticamente separados de España tras la Revolución quieren la independencia de Puerto Rico. El Grito de Lares (el Levantamiento de Lares) está planificado por un grupo liderado por Ramón Emeterio Betances, exiliado de la República Dominicana y Segundo Ruiz Belvís. Betances fundó el Comité Revolucionario de Puerto Rico en enero de 1868. Manuel Rojas, Matías Brugman, Mariana Bracetti, Francisco Ramírez Medina y Lola Rodríguez de Tió son las figuras más destacadas de la sublevación. Sin embargo, a pesar de la importancia de esta revuelta, el gobierno central reanudó rápidamente el control de la isla.

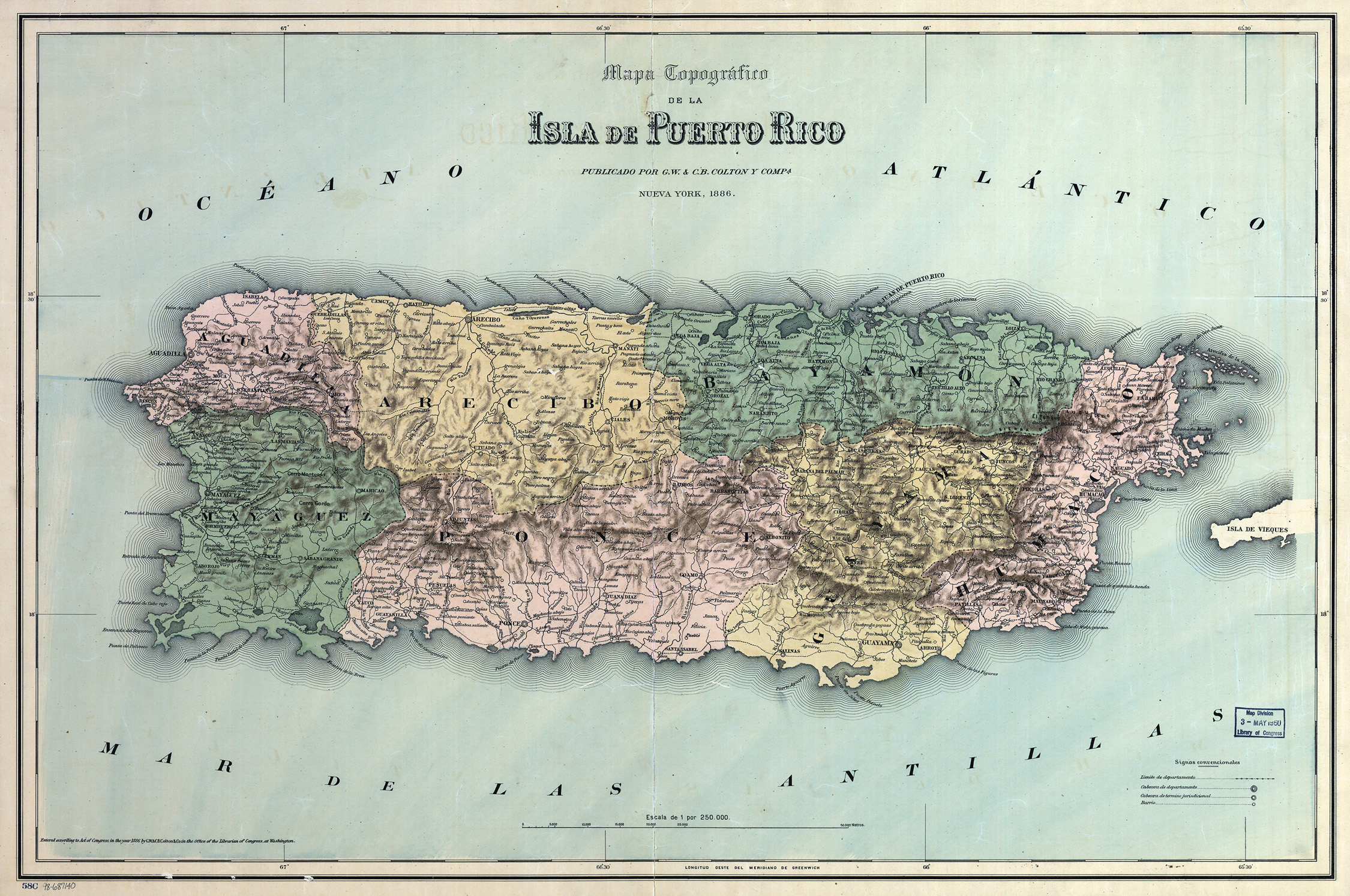
Divisiones administrativas, 1886.

Tras el Grito de Lares, las reformas políticas y sociales se ponen en marcha durante todo el fin del siglo XIX. El 4 de junio de 1870 la ley Moret de libertad de vientres se adopta a través de los esfuerzos de Román Baldorioty de Castro, Luis Padial y Julio Vizcarrondo. Los esclavos nacidos después del 17 de septiembre de 1868 o mayores de 60 años son emancipados. 
En 1870 se crearon las primeras organizaciones políticas en la isla y surgen dos fracciones. Los tradicionalistas se reúnen en el Conservador Partido Liberal (Liberal Conservador), dirigido por José R. Ubarri, Pablo Fernández y Francisco de Paula Acuña. Este partido defiende la asimilación en el sistema político español. Por el contrario, la autonomía del Partido Reformista Liberal (Partido de la Reforma Liberal), dirigido por Román Baldorioty de Castro, José Julián Acosta, Nicolás Aguayo y Pedro Gerónimo Goico defiende la descentralización política de España. Ambas partes luego cambiaron su nombre para convertirse en el Partido Español Incondicional y el Partido Federal Reformista respectivamente.

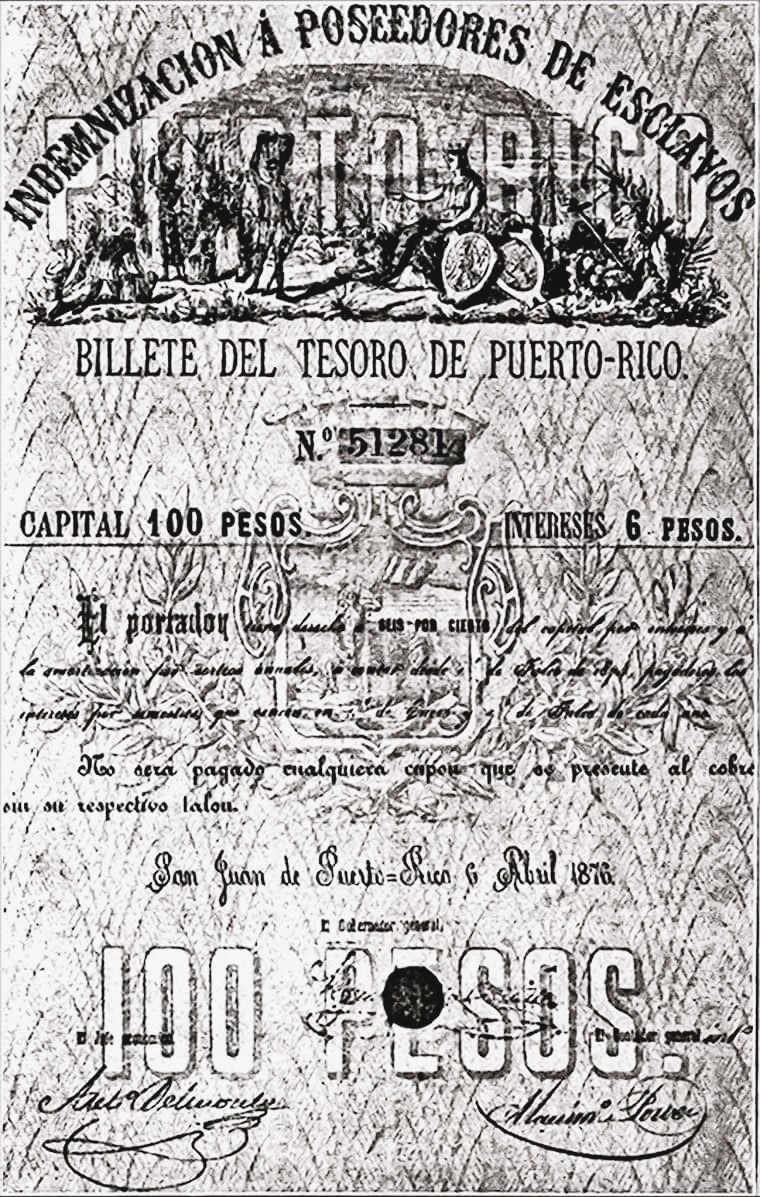
Bono de indemnización de 1876 para los antiguos dueños de esclavos de Puerto Rico.

El 22 de marzo de 1873 la Asamblea Nacional española abolió oficialmente la esclavitud con algunas cláusulas. Los esclavos tenían que firmar un contrato de tres años con sus amos, quienes serían compensados bajo la supervisión de una asamblea de notables y propietarios. Los libertos sólo entraron en posesión de sus derechos después de cinco años.

### Regencia de María Cristina de Habsburgo(1886-1899)

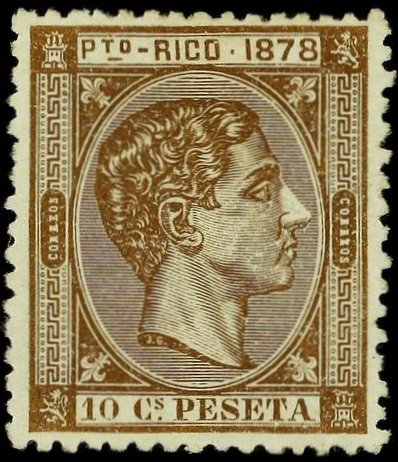
Sello de correos de 10 céntimos de peseta de Puerto Rico con la efigie del rey Alfonso XII de España.1878

En marzo de 1887 el Partido Federal Reformista se reformó y se convirtió en el Partido Autonomista Puertorriqueño. Se trató de crear una identidad política y jurídica de Puerto Rico. Fue dirigido por Román Baldorioty de Castro, José Celso Barbosa, Rosendo Matienzo Cintrón y Luis Muñoz Rivera.

#### El autogobierno autonómico de 1897-98
La Carta Autonómica fue un Real Decreto suscrito el 24 de noviembre de 1897 por María Cristina de Habsburgo-Lorena en nombre de su Hijo el Rey Don Alfonso XIII de España como Reina Regente del Reino, siendo Presidente del Consejo de Ministros Práxedes Mateo Sagasta.
Esta Carta regula el gobierno y administración de la Isla de Puerto Rico, cuyo Gobierno de la Isla se compondrá de un Parlamento Insular, dividido en dos Cámaras, y de un Gobernador General, representante de la Metrópoli, que ejercerá en nombre de esta la Autoridad Suprema.
La representación insular se compone de dos Cuerpos iguales en facultades: la Cámara de Representantes, en la proporción de uno por cada 25 000 habitantes, y el Consejo de Administración, formado por quince individuos.

"...Para ser elegido Representante se requiere ser español, de estado seglar, mayor de edad, gozar de todos los derechos civiles, ser nacido en la Isla de Puerto Rico o llevar cuatro años de residencia en ella, y no hallarse procesado criminalmente..."
Artículo 12

Las Cámaras insulares tienen facultad para acordar sobre todos aquellos puntos que no hayan sido especial y taxativamente reservados a las Cortes del Reino o al Gobierno central.  Les corresponde estatuir sobre cuantos asuntos y materias incumben a los Ministerios de Gracia y Justicia, Gobernación, Hacienda y Fomento en sus tres aspectos de Obras Públicas, Instrucción y Agricultura.

"... Les corresponde además el conocimiento privativo de todos aquellos asuntos de índole puramente local que afecten principalmente al territorio colonial; y en este sentido podrán estatuir sobre la organización administrativa; sobre división territorial, provincial, municipal o judicial; sobre sanidad marítima y terrestre; sobre crédito público, bancos y sistema monetario..."
Artículo 32

Es facultad exclusiva del Parlamento insular la formación del presupuesto local, tanto de gastos como de ingresos, y del de ingresos necesarios para cubrir la parte que a la isla corresponda en el presupuesto nacional. También es competente en la formación del Arancel y la designación de los derechos que hayan de pagar las mercancías, tanto a su importación en el territorio insular como a la exportación del mismo.

"... La negociación de los tratados de comercio que afecten a la isla de Puerto Rico, bien se deban a la iniciativa del Gobierno insular, bien a la del Gobierno central, se llevará siempre por éste, auxiliado en ambos casos por Delegados especiales debidamente autorizados por el Gobierno colonial, cuya conformidad con lo convenido se hará constar al presentarlos a las Cortes del Reino.

Estos tratados, si por ellas fueren aprobados, se publicarán como leyes del Reino, y como tales regirán en el territorio insular...."
Artículo 37

## Guerra hispano-estadounidense
Se produce la invasión estadounidense.

## Colonia de Estados Unidos (desde 1898)

La bandera de 45 estrellas, usada por los Estados Unidos durante la invasión de Puerto Rico, fue también la bandera oficial de Puerto Rico desde 1899 hasta 1908.

### Gobierno militar colonial (1898-1952)
Tras la ratificación del Tratado de París (1898), Puerto Rico quedó bajo control militar de Estados Unidos. Esta situación trajo consigo cambios significativos: el nombre de la isla fue cambiado a Porto Rico (sería cambiado de nuevo a Puerto Rico en 1932) y la moneda fue cambiada del peso puertorriqueño al dólar estadounidense.

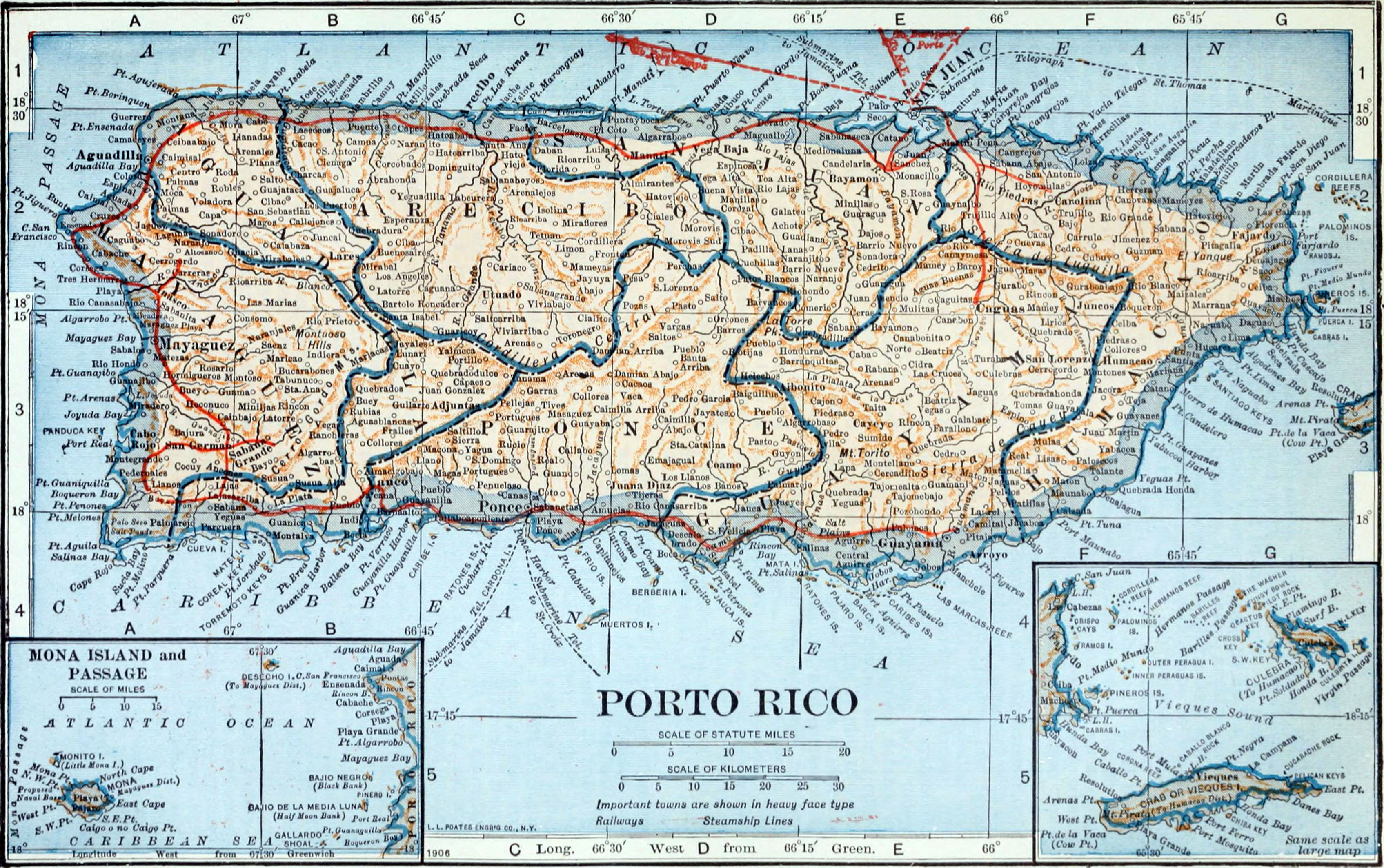
Mapa de la isla, Collier, 1921.

Al fundar José Martí el Partido Revolucionario Cubano, incluía entre los objetivos del mismo el fomentar y auxiliar la independencia de Puerto Rico del dominio español. El movimiento independentista ha perdurado aún después del establecimiento del estatus político actual y el Partido Independentista Puertorriqueño mantiene aún un espacio en la política puertorriqueña. (Cerca del 4 % del electorado).
Una ley de 1948 llamada Ley de la Mordaza hizo ilegal hablar a favor de la independencia de Puerto Rico o incluso exhibir la bandera puertorriqueña. Esta ley, implementada por el gobierno colonial de los Estados Unidos, se utilizó para perseguir y encarcelar a los líderes independentistas puertorriqueños, infundiendo miedo en la población y desalentando cualquier forma de expresión nacionalista y patriótica.
En 1948, Luis Muñoz Marín ganó las primeras elecciones democráticas en la historia de Puerto Rico, gracias a una ley federal que permitió a los territorios elegir un gobernador y en 1952, ayudó a Puerto Rico a cambiar el nombre de la isla a "Estado Libre Asociado" a no de los Estados Unidos. Aunque las leyes en Puerto Rico son paralelas con las de Estados Unidos, Puerto Rico tiene su propio equipo olímpico. El más alto rango político en Puerto Rico es el de gobernador quien está sujeto al presidente de los Estados Unidos.
El 30 de octubre del 1950, los nacionalistas dirigieron el Grito de Jayuya, una insurrección contra el gobierno de Estados Unidos en Puerto Rico en diversas localidades en Puerto Rico principalmente en el pueblo de Jayuya. Estados Unidos declaró ley marcial en Puerto Rico y envió a Jayuya la Guardia Nacional. El pueblo de Jayuya fue atacado por aire por aviones bombarderos y en tierra por artillería. Aunque parte del pueblo fue destruido, se impidió la difusión de las noticias de esta acción militar fuera de Puerto Rico. Los principales dirigentes del partido nacionalista fueron detenidos, entre ellos Pedro Albizu Campos y Blanca Canales, y sentenciados a largas penas de prisión.

### Estado Libre Asociado (desde 1952)
Para muchos, el Estado Libre Asociado de Puerto Rico creado por una asamblea constituyente y ratificado como gobierno en 1952 es un Estado libre y Asociado no una Colonia. El debate político gira aún, después de 50 años de la creación del ELA, en las opciones de un estatus permanente ya sea la independencia, el Estado Libre Asociado con mayor soberanía o la anexión total a EE. UU. Se han realizado cuatro plebiscitos después de la creación del ELA: 1967, 1993, 1998 y 2012 pero no han sido avalados por EE. UU. y solo han servido para medir la popularidad de cada opción sin un compromiso serio del gobierno federal. En los primeros tres plebiscitos la opción ELA ha prevalecido, pero en el último ganó la estadidad considerando que fue llevado a cabo de manera diferente.
En 2003 la entonces gobernadora Sila Calderón, en el discurso del 25 de julio, propuso la asamblea constituyente como fórmula para resolver el estatus político después del año 2004. Actualmente se desarrolla un movimiento en Puerto Rico para convertir la isla en una república asociada. Un informe emitido por la Casa Blanca declara por voz del propio gobierno estadounidense que el llamado "estado libre asociado" es una colonia.
En marzo de 2003, la Marina de EE. UU. abandonó la isla municipio de Vieques donde había tenido una base militar por más de 60 años, después de que en 1999 un civil muriera debido a una bomba lanzada por error en un puesto de observación dentro del perímetro de la base militar. Esta muerte provocó que en la primavera del año 2000 más de 20 000 ciudadanos protestaran contra la permanencia de la base militar y exigieran la salida de la Marina de EE. UU. de la isla de Vieques, mientras en zonas de la base militar se construían campamentos de desobediencia civil los cuales incluían campamentos del Partido Independentista Puertorriqueño, Iglesia Católica y otros grupos, en desafío directo a la Marina.
En noviembre de 2004, se llevaron a cabo las elecciones generales. En estas el ganador a la gobernación lo fue Aníbal Acevedo Vilá por el Partido Popular Democrático. En noviembre de 2008 se llevaron a cabo elecciones generales. En estas el ganador a la gobernación fue Luis Fortuño por el Partido Nuevo Progresista.
El 23 de septiembre de 2005, día que se conmemoró el 138 aniversario del Grito de Lares, ocurre una intervención federal en el municipio de Hormigueros. Las autoridades federales (FBI), descubrieron la residencia clandestina del prófugo líder independentista Filiberto Ojeda Ríos. Durante esta intervención se desata un intercambio de disparos entre Ojeda y los agentes, que culminó con la muerte del revolucionario. Se conocen muy pocos detalles sobre el operativo. Se han levantado protestas y acusaciones por parte del sector independentista hacia lo que ellos denominan un "asesinato político". Filiberto Ojeda era el líder de una organización perseguida y acusada de actos delictivos a través de Estados Unidos.
En 2016, el entonces presidente Barack Obama firmó la Ley de Supervisión, Administración y Estabilidad Económica de Puerto Rico, también conocida como PROMESA. La Ley PROMESA le dio a la Junta de Auditoría Fiscal de Estados Unidos control sobre las finanzas económicas de Puerto Rico.
Para finales de septiembre de 2017, Puerto Rico fue impactado por el Huracán María.
En noviembre de 2023, dos senadores estadounidenses por el estado de Connecticut, Chris Murphy y Richard Blumenthal, ambos demócratas, contribuyeron al Senado con una legislación que allanaría el camino para que Puerto Rico determinara su propio estatus mediante un referéndum vinculante celebrado en noviembre de 2025. Los residentes puertorriqueños tendrían la opción de votar por la independencia del estado o por la soberanía de libre asociación con los Estados Unidos de América.